# اسپرینگ هیل، شهرستان پایک، آلاباما
اسپرینگ هیل (به انگلیسی: Spring Hill) یک منطقهٔ مسکونی در ایالات متحده آمریکا است که در شهرستان پایک، آلاباما واقع شده‌است. اسپرینگ هیل ۱۴۶٫۰ متر بالاتر از سطح دریا واقع شده‌است.